# В името на Отца
„В името на Отца“ (на английски: In the Name of the Father) е ирландско-британски филм от 1993 година, биографична съдебна драма на режисьора Джим Шеридан. Сценарият, написан от Шеридан и Тери Джордж, е базиран на автобиографичната книга „Proved Innocent“ на Гери Конлън.

## Сюжет
В центъра на сюжета е дребен престъпник от Северна Ирландия, който се премества в Лондон, но е обвинен несправедливо и съден, заедно с баща си, за организирането на терористични атентати в Англия. Главните роли се изпълняват от Даниъл Дей-Люис, Пийт Постълуейт, Ема Томпсън, Дон Бейкър.

## Актьорски състав
| Актьор          | Роля            |
| --------------- | --------------- |
| Даниъл Дей-Люис | Гери Конлън     |
| Пийт Постълуейт | Патрик Конлън   |
| Ема Томпсън     | Гарет Пиърс     |
| Джон Линч       | Пол Хил         |
| Марк Шепърд     | Пади Армстронг  |
| Бийти Едни      | Карол Ричардсън |
| Корин Редгрейв  | Робърт Диксън   |

## Награди и номинации
| Категория                                       | Номиниран                               | Резултат                |
| Оскар (21 март 1994 г.)                         | Оскар (21 март 1994 г.)                 | Оскар (21 март 1994 г.) |
| ----------------------------------------------- | --------------------------------------- | ----------------------- |
| Най-добър филм                                  | Най-добър филм                          | номинация               |
| Най-добър режисьор                              | Джим Шеридан                            | номинация               |
| Най-добър адаптиран сценарий                    | Тери Джордж и Джим Шеридан              | номинация               |
| Най-добър филмов монтаж                         | Гери Хамблинг                           | номинация               |
| Най-добра мъжка роля                            | Даниъл Дей-Люис                         | номинация               |
| Най-добра поддържаща мъжка роля                 | Пийт Постълуейт                         | номинация               |
| Най-добра поддържаща женска роля                | Ема Томпсън                             | номинация               |
| Награда на БАФТА (1994 г.)                      |                                         |                         |
| Най-добър адаптиран сценарий                    | Тери Джордж и Джим Шеридан              | номинация               |
| Най-добра актьор в главна роля                  | Даниъл Дей-Люис                         | номинация               |
| Златен глобус (22 януари 1994 г.)               |                                         |                         |
| Най-добър филм – драма                          | Най-добър филм – драма                  | номинация               |
| Най-добра актьор в драматичен филм              | Даниъл Дей-Люис                         | номинация               |
| Най-добра актриса в поддържаща роля             | Ема Томпсън                             | номинация               |
| Най-добра оригинална песен                      | „(You Made Me the) Thief of Your Heart“ | номинация               |
| Европейски филмови награди (27 ноември 1994 г.) |                                         |                         |
| Най-добър филм                                  | Най-добър филм                          | номинация               |